# 쿠키런: 킹덤
《쿠키런: 킹덤》은 데브시스터즈가 개발한 쿠키런 시리즈의 작품으로, 수집형 롤플레잉 형식의 온라인 게임이다.

## 스토리
- 1막

오래 전 고대 영웅 쿠키들인 퓨어바닐라 쿠키, 홀리베리 쿠키, 골드치즈 쿠키, 다크카카오 쿠키는 왕국을 만들어 번영하고 있었다. 그러나 어둠마녀 쿠키와의 검은 가루 전쟁에서 패배해 소울 잼을 빼앗기자 퓨어바닐라 쿠키가 최후의 발악으로 소울잼을 깨트려 곳곳으로 흩뿌렸다. 그 후 어둠마녀 쿠키와 고대 영웅 쿠키들은 자취를 감추게 된다. 어느 날 한 용감한 쿠키가 마녀의 오븐을 탈출하며 케이크 괴물과 싸우다가 동료를 모아 악의 무리에 맞서던 중 소울잼을 모아 세계를 지배하려는 어둠마녀 쿠키의 계획을 알게되고 어둠마녀 쿠키와 부하들에 대항해 맞서 싸우러 간다. 그리고 신분을 감추던 퓨어바닐라 쿠키와 홀리베리 쿠키를 만나고 이어서 위기에 처한 다크카카오 쿠키를 구한다.

## 쿠키

### 유형
다음과 같이 구성되어 있다. 주요 역할은 쿠키마다 다를 수 있다.
| 유형   | 포지션         | 주요 역할                 |
| ------ | -------------- | ------------------------- |
| 돌격형 | 전방           | 근거리 돌격(공격 및 방어) |
| 침투형 | 전방/중앙/후방 | 근거리/중거리/원거리 공격 |
| 방어형 | 전방           | 방어 및 근거리 공격       |
| 마법형 | 중앙/후방      | 중거리/원거리 공격        |
| 사격형 | 전방/중앙/후방 | 원거리 공격               |
| 폭발형 | 전방/중앙/후방 | 근거리/중거리/원거리 공격 |
| 지원형 | 중앙/후방      | 지원/회복(/공격)          |
| 회복형 | 전방/중앙/후방 | 회복                      |

## 노래 (OST)
- 너를 찾을게 (노승호)
- MY KINGDOM (Jay Marie)
- 토핑은 필요없어 (박지윤)
- 1주년 기념 OST
- 사악 (Bad And Dark) (B.A.D 4 (엄상현,표영재,김율,박요한))
- 2주년 기념 OST
- 너를 기억해 (노승호,박지윤)
- 4주년 기념 OST

## 같이 보기
- 데브시스터즈
- 쿠키런: 오븐브레이크
- 쿠키런: 퍼즐월드
- 쿠키런

### 내용주
1. ↑  데브시스터즈의 자회사이며, 음악은 데브시스터즈에서 제작한다.
2. ↑  의적맛 쿠키 혼자
3. ↑  블랙베리맛 쿠키 혼자
4. ↑  흑당맛 쿠키 혼자
5. ↑  솔방울맛 쿠키 혼자
6. ↑  락스타맛 쿠키 혼자